# Hậu Thạnh, Tây Ninh
Hậu Thạnh là một xã thuộc tỉnh Tây Ninh, Việt Nam.

## Địa lý
Xã Hậu Thạnh có vị trí địa lý:
- Phía đông giáp xã Mộc Hóa và xã Nhơn Hòa Lập.
- Phía tây giáp xã Vĩnh Châu.
- Phía nam giáp xã Trường Xuân, xã Đốc Binh Kiều thuộc tỉnh Đồng Tháp và xã Nhơn Ninh.
- Phía bắc giáp xã Tuyên Thạnh.

Xã Hậu Thạnh có diện tích tự nhiên là 93,82 km², quy mô dân số năm 2025 là 19.336 người.

## Lịch sử

### Năm 2025
- Ngày 12 tháng 6 năm 2025, Quốc hội khóa XV ban hành Nghị quyết số 202/2025/QH15 về việc sắp xếp đơn vị hành chính cấp tỉnh[4]. Theo đó, sắp xếp toàn bộ diện tích tự nhiên, quy mô dân số của tỉnh Long An và tỉnh Tây Ninh thành tỉnh mới có tên gọi là tỉnh Tây Ninh.

- Ngày 16 tháng 6 năm 2025, Ủy ban Thường vụ Quốc hội khóa XV ban hành Nghị quyết số 1682/NQ-UBTVQH15 về việc sắp xếp các đơn vị hành chính cấp xã của tỉnh Tây Ninh năm 2025[5]. Theo đó, sắp xếp toàn bộ diện tích tự nhiên, quy mô dân số của xã Hậu Thạnh Đông, xã Hậu Thạnh Tây và phần còn lại của xã Bắc Hòa sau khi sắp xếp theo quy định tại khoản 8 Điều này thành xã mới có tên gọi là xã Hậu Thạnh.